# Ржадківська сільська рада
Ржадківська сільська рада — колишня адміністративно-територіальна одиниця та орган місцевого самоврядування у Новоград-Волинському районі й Новоград-Волинській міській раді Волинської округи, Київської та Житомирської областей Української РСР з адміністративним центром у селі Ржадківка.

## Населені пункти
Сільській раді на час ліквідації були підпорядковані населені пункти:
- с. Ржадківка.

## Населення
Кількість населення ради, станом на 1923 рік, становила 1 603 особи, кількість дворів — 310.

## Історія та адміністративний устрій
Створена 1923 року в складі с. Жадківка та колонії Нова Ржадківка Романовецької волості Новоград-Волинського повіту Волинської губернії. 7 березня 1923 року включена до складу новоутвореного Новоград-Волинського району Житомирської (згодом — Волинська) округи. 28 вересня 1925 року в кол. Нова Ржадківка створено окрему Новоржадківську сільську раду Новоград-Волинського району. 1 червня 1935 року, відповідно до постанови Президії Верховної ради Української РСР «Про порядок організації органів радянської влади в новоутворених округах», сільську раду передано до складу Новоград-Волинської міської ради Київської області.
Ліквідована до 1 вересня 1946 року. У 1946 році с. Ржадківка значилося у підпорядкуванні Новороманівської сільської ради. Адміністративний центр ради, с. Ржадківка, на початок 1930 років значилося в планах на зселення через будівництво Новоград-Волинського укріпленого району.